# Incertana drepanensis
Incertana drepanensis (Massa, Fontana & Buzzetti, 2006) è un insetto ortottero della famiglia Tettigoniidae, endemico della Sicilia.

## Descrizione

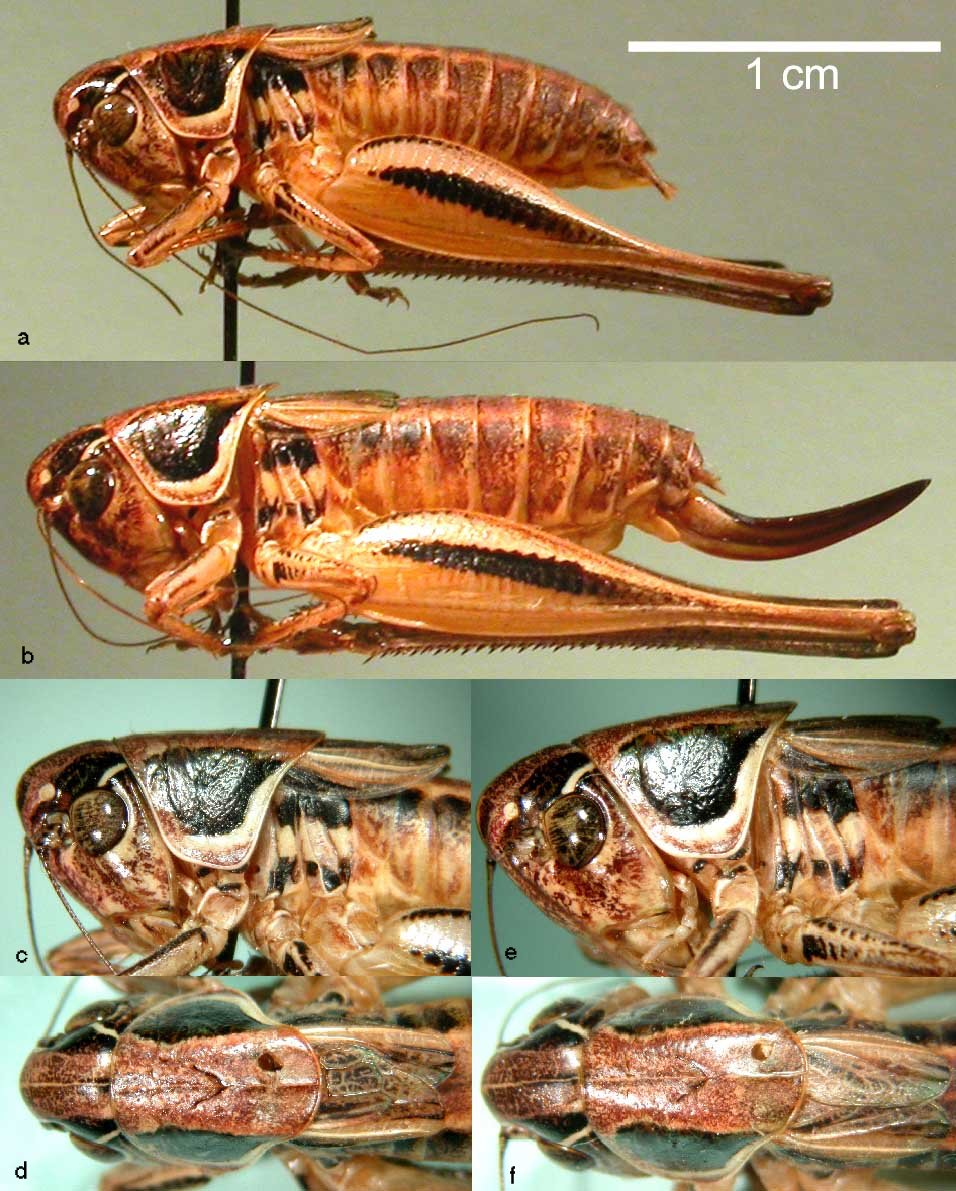
a.Maschio b.Femmina

## Biologia
È una specie attiva nelle ore diurne, che trascorre le prime ore del mattino sugli arbusti di Chenopodiaceae che popolano il suo habitat, mentre nelle ore più calde cerca riparo in fessure del suolo al riparo della vegetazione.
Ha una dieta prevalentemente erbivora che integra con ninfe di insetti.
Al pari di altri tettigonidi siciliani ha un ciclo vitale estivo-autunnale.

## Distribuzione e habitat
L'areale di questa specie è ristretto ad una zona non più ampia di 500 m2, all'interno della Riserva naturale integrale Saline di Trapani e Paceco; l'habitat è dominato da una vegetazione costituita prevalentemente da Arthrocnemum glaucum (Chenopodiaceae).

## Tassonomia
Questa entità è stata descritta per la prima volta nel 2006 come Platycleis (Decorana) drepanensis.

In una successiva revisione il sottogenere Decorana è stato elevato al rango di genere a sé stante, posto in sinonimia con il genere Incertana.
Gli Autori della revisione hanno ritenuto Incertana sinonimo di Decorana, ma Zeuner (1941) descrisse nella medesima pubblicazione prima Incertana e nelle pagine seguenti Decorana; quindi la sinonimia deve essere invertita e pertanto la denominazione valida della specie diviene Incertana drepanensis.
Si tratta dell'unica specie presente in Italia del genere Incertana, il cui areale comprende la penisola iberica, il Nord Africa e l'Asia fino all'Himalaia.